# Dangerous (canção de David Guetta)
"Dangerous" é uma canção do DJ francês David Guetta de seu sexto álbum de estúdio, Listen. Possui vocais do cantor-compositor americano Sam Martin. Foi lançado como um download digital em 6 de outubro de 2014. A canção foi escrita por Guetta, Giorgio Tuinfort, Martin, Jason Evigan e Lindy Robbins, e foi produzido por Guetta, Martin e Evigan.

## Desempenho nas tabelas musicais
| Paradas/País (2014)                                  | Posição |
| ---------------------------------------------------- | ------- |
| Austrália (ARIA)                                     | 7       |
| Austrália (ARIA Dance Chart)                         | 2       |
| Bélgica (Ultratop 50 de Flandres)                    | 7       |
| Bélgica (Ultratop 50 da Valônia)                     | 1       |
| Canadá (Canadian Hot 100)                            | 49      |
| Canadá (Billboard CHR/Top 40)                        | 34      |
| Canadá (Billboard Hot AC)                            | 40      |
| Croácia (Airplay Radio Chart)                        | 7       |
| República Checa (Rádio Top 100)                      | 45      |
| Dinamarca (Hitlisten)                                | 34      |
| Finlândia (Suomen virallinen lista)                  | 1       |
| França (SNEP)                                        | 1       |
| Grécia (Billboard Digital Songs)                     | 9       |
| Hungria (Single Top 40)                              | 4       |
| Israel (Media Forest)                                | 1       |
| Itália (FIMI)                                        | 9       |
| Líbano (The Official Lebanese Top 20)                | 4       |
| Luxemburgo (Billboard Luxembourg Digital Song Sales) | 2       |
| Países Baixos (Dutch Top 40)                         | 6       |
| Países Baixos (Single Top 100)                       | 8       |
| Noruega (VG-lista)                                   | 4       |
| Polónia (Polish Airplay Top 100)                     | 15      |
| Polónia (Dance Top 50)                               | 19      |
| Eslováquia (Rádio Top 100)                           | 65      |
| South Korea International Chart (GAON)               | 35      |
| Espanha (PROMUSICAE)                                 | 7       |
| Suécia (Sverigetopplistan)                           | 7       |
| Estados Unidos (Billboard Hot 100)                   | 94      |
| Estados Unidos (Billboard Dance/Electronic Songs)    | 9       |
| Estados Unidos (Billboard Dance Club Songs)          | 49      |
| Estados Unidos (Billboard Mainstream Top 40)         | 33      |